# 普罗硝唑
普罗硝唑是一种含氮有机化合物，化学式C11H13N3O5，可作为婦科感染用药和抗菌、抗原虫药。是基于经典抗感染药物甲硝唑进行分子修饰得到。由于甲硝唑上羟乙基侧链容易氧化，因此人们通过对该侧链进行修饰来提高药物分子的生物利用度，产生了包括普罗硝唑在内的一系列抗菌、抗原虫药。